# Metzgeria dichotoma
Metzgeria dichotoma là một loài Rêu trong họ Metzgeriaceae. Loài này được (Sw.) Nees mô tả khoa học đầu tiên năm 1846.